# Onagra cruciata
Onagra cruciata là một loài thực vật có hoa trong họ Anh thảo chiều. Loài này được (Nutt. ex G. Don) Small mô tả khoa học đầu tiên năm 1896.